# Myzus lefroyi
Myzus lefroyi är en insektsart. Myzus lefroyi ingår i släktet Myzus och familjen långrörsbladlöss. Inga underarter finns listade i Catalogue of Life.